# Nordvestbekendtgørelsen
Nordvestbekendtgørelsen (engelsk: Northwest Ordinance eller formelt An Ordinance for the Government of the Territory of the United States, North-West of the River Ohio også kendt som Ordinance of 1787) blev vedtaget den 13. juli 1787 af konføderationskongressen. Den skabte Nordvestterritoriet, som var det første inkorporerede territorium i det nyetableret USA.
I Paris-traktaten fra 1783, som formelt afsluttede den amerikanske uafhængighedskrig, overlod Storbritannien regionen til USA. Imidlertid stod konføderationskongressen over for adskillige problemer med at få kontrol over området, idet amerikanske bosættere eksempelvis drog ind i Ohio-dalen, hvilket afstedkom voldelige konfrontationer med de oprindelige folk i området. Dertil kom, at den britiske hær forsat havde en tilstedeværelse i området og besætte forter, og den amerikansk statskasse var tom og derfor havde begrænset handlingsmuligheder. Bekendtgørelsen erstattede den såkaldte Land Ordinance af 1784, som erklærede, at nye delstater en skønne dag ville blive dannet ud fra territoriet, ligesom bekendtgørelsen også erstattede den såkaldte Land Ordinance af 1785, der beskrev, hvordan konføderationskongressen ville sælge jorden til private borgere. Udformet til at tjene som en plan for udviklingen og bosættelse af regionen, manglede bekendtførelsen fra 1787 en stærk centralregering til at implementere den. Dette behov blev imødekommet kort efter dannelsen af den amerikanske føderale regering i 1789. Den første kongres bekræftede 1787-bekendtgørelsen og fornyede den med små ændringer med Nordvestbekendtgørelsen af 1789.
Anset for at være en af de vigtigste lovgivningsmæssige handlinger af konføderationskongressen etablerede den præcedens, hvorved den føderale regering ville være suveræn og ekspandere mod vest ved optagelse af nye delstater, snarere end med udvidelsen af eksisterende delstater og deres etablerede suverænitet under konføderationsartiklerne. Det dannede også lovgivningsmæssig præcedens med hensyn til ejerskab af offentlig land. Den amerikanske højesteret anerkendte autoriteten i Nordvestbekendtgørelsen af 1789 inden for det gældende Nordvestterritoriet som forfatningsmæssigt i Strader v. Graham, men den udvidede ikke forordningen til at omfatte de respektive delstater, når de først blev optaget i Unionen.
Forbuddet mod slaveri i Nordvestterritoriet havde den praktiske effekt at etablere Ohio-floden som den geografiske kløft mellem slavestater og frie stater fra Appalachian-bjergene til Mississippi-floden – en forlængelse af Mason-Dixon-linjen. Det var også med til at sætte scenen for senere føderale politiske konflikter om slaveri i det 19. århundrede indtil den amerikanske borgerkrig.

## Yderligere læsning
- Berkhofer Jr, Robert F. "Nordvestforordningen og princippet om territorial udvikling." i The American Territorial System (Athens, Ohio, 1973) s.: 45-55.
- Duffey, Denis P. "The Northwest Ordinance as a Constitutional Document." Columbia Law Review (1995): 929–968. i JSTOR
- Horsman, Reginald. "Nordvestforordningen og udformningen af en ekspanderende republik." Wisconsin Magazine of History (1989): 21–32. i JSTOR
- Hyman, Harold M. American Singularity: The 1787 Northwest Ordinance, the 1862 Homestead and Morrill Acts, and the 1944 GI Bill (University of Georgia Press, 2008)
- Onuf, Peter S. Statehood and union: A history of the Northwest Ordinance (Indiana University Press, 1987)
- Williams, Frederick D., red. The Northwest Ordinance: Essays on its formulering, bestemmelser og arv (Michigan State U. Press, 2012)

## Eksterne links
- Faksimile af 1789-loven Arkiveret 25. januar 2021 hos  Wayback Machine, med titlen "En lov til at sørge for regeringen i territoriet nordvest for floden Ohio"
- "Turning Points: How the Ordinance of 1787 was drafted, by one of its authors", Wisconsin Historical Society